# Jesenski kralj
Jesenski kralj ili Jesenji kraljević (lat. Aeshna mixta) je vrsta vilinskog konjica iz porodice Aeshnidae.

## Opis
Mužjaci ove vrste su plavo-crni sa malim brojem žutih crtica, dok su ženke crno-žute. Mlade jedinke mogu biti ljubičasto-crne. Dužina tela iznosi od 56-64 mm, a dužina zadnjeg krila oko 40 mm. Upečatljivo manjih dimenzija od ostalih pripadnika ove porodice. Dorzalna strana S2 abdominalnog segmenta sa "T" znakom žute boje je u kontrastu sa plavim šarama duž abdomena. Antehmeralne pruge su redukovane na kratke žute tačke u oba pola (upečatljivije kod mužjaka). Poseduje dva niza ćelija u analnoj petlji krila kao i Aeshna affinis.

## Rasprostranjenje i stanište
ima veoma širok areal; od Evrope do severa Azije i istočno do Japana. Takođe je pronađen u severnom delu Magreba. Česta je u većini zemalja Evrope i najveću brojnost ima u srednjoj Evropi, a proširila je svoj areal na sever.
Ova vrsta je prisutna u sledećim državama: Albanija; Alžir; Austrija; Belorusija; Belgija; Bosna i Hercegovina; Bugarska; Kina; Hrvatska; Češka; Danska; Egipat; Estonija; Finska; Francuska; Nemačka; Grčka; Mađarska; Indija; Irak; Irska; Ostrvo Man; Izrael; Italija; Japan; Latvija; Liban; Litvanija; Luksemburg; Makedonija, Bivša Jugoslovenska Republika; Malta; Moldavija; Mongolija; Crna Gora; Maroko; Mijanmar; Nizozemska; Norveška; Pakistan; Poljska; Portugal; Rumunija; Ruska Federacija; Srbija; Slovačka; Slovenija; Španija; Švedska; Švajcarska; Sirijska Arapska Republika; Tunis; Turska; Ukrajina; Velika Britanija.

## Biologija vrste
Sezona leta je od maja do decembra, međutim najbrojniji su u avgustu i septembru. Nakon izvaljivanja, teneralne jedinke odleću sa vodenih površina i sazrevaju dalje od originalnog staništa. Nisu teritorijalni i često su jedinke ove vrste zapažene kako love u grupama. Često se nalaze i na velikim visinama iznad krošnji drveća. Kada maturiraju vraćaju se na vodenu površinu gde se pare. Kopula se formira u vazduhu, a nakon kopulacije ženka polaže jaja bez pratnje mužjaka.

## Životni ciklus
Nakon parenja mužjak i ženka se odvajaju i ženka sama polaže jaja u vodu. Jaja ulaze u dijapauzu i izležu se tek narednog proleća. Larve rastu brzo i nakon par meseci iz njih se izležu odrasle jedinke ostavljajući svoju egzuviju na obalnom rastinju. Ova vrsta ima jednu generaciju godišnje.
- Mužjak u letu
- Kopula
- Polaganje jaja